# Stanisław Jan Olszanik
Stanisław Jan Olszanik (ur. 25 lutego 1899 w Michałkowicach, zm. 12 grudnia 1978 w Chicago) – major dyplomowany obserwator, żołnierz Legionów Polskich, oficer lotnictwa Wojska Polskiego oraz Polskich Sił Powietrznych. Uczestnik I wojny światowej oraz II wojny światowej.

## Życiorys
Przyszedł na świat na Śląsku Cieszyńskim w Michałkowicach (obecnie wschodnia dzielnica Ostrawy w Czechach). W latach 1913–1914 należał do Drużyny Strzeleckiej w Michałkowicach. W 1914 r. jako uczeń szóstej klasy gimnazjum realnego w Orłowej, opuścił rodzinny dom i wstąpił do Legionów Polskich. W 1917 r. służył w Polskim Korpusie Posiłkowym. W 1918 r. internowany, osadzony w obozie w Huszt a później wcielony do armii austro-węgierskiej, w której od 20 V 1918 do 7 VIII 1918 walczył na froncie włoskim.
16 listopada 1918 roku zaciągnął się do 1. pułku artylerii górskiej. Służył w 6. pułku artylerii polowej, 23. pułku artylerii polowej, brał udział w walkach o Śląsk Cieszyński. Znalazł się w grupie oficerów służby stałej przeniesionych z korpusu oficerów artylerii do lotnictwa. Pełnił funkcję lotnika w 6. pułku lotniczym we Lwowie, awansując na stopień porucznika. W 1929 roku ukończył roczny kurs aerofotogrametrii na Politechnice Lwowskiej. 20 września 1930 r. objął stanowisko dowódcy 64. eskadry bombowej w okresie od 20 IX 1930 do 23 IV 1931 i 3 XI 1937 do XI 1938 oraz 65. eskadry bombowej od X 1932 do IV 1933. W 1936 roku został awansowany z drugą lokatą na stopień kapitana w korpusie oficerów aeronautyki. W 1939 roku został absolwentem Wyższej Szkoły Lotniczej w Warszawie (III kurs WSL w latach 1938-1939).
Po wybuchu II wojny światowej przedostał się przez Rumunię i Jugosławię do Francji, gdzie od 20 października 1939 roku uczestniczył w formowaniu Polskich Sił Powietrznych. Służył również w lotnictwie francuskim, w tym jako doradca dowódcy lotnictwa rozpoznawczego przy 5. Armii Francuskiej na osi Nancy Strasbourg. Po zajęciu Francji przez Niemcy ewakuował się w czerwcu 1940 roku do Oranu w Algierii. Następnie, posługując się zmienionym nazwiskiem francuskiego majora, z Maroka wypłynął do Martyniki, gdzie przebywał do kwietnia 1941 roku. Stamtąd, w licznej grupie polskich żołnierzy, przedostał się do Stanów Zjednoczonych, a w lipcu 1941 roku do Kanady. Pełnił służbę w Polskich Siłach Powietrznych, posiadał numer służbowy RAF P-1649.
Dowodził transportem 107 ochotników, którzy 4 października 1941 roku wypłynęli z kanadyjskiego obozu Camp Tadeusz Kościuszko Owen Sound do Anglii. W Royal Air Force posiadał stopień Flight Lieutenant, stacjonował m.in. w Blackpool i na wyspie Man. W lutym 1949 roku zakończył służbę dla RAF jako dowódca eskadry likwidującej polskie lotnictwo.
W sierpniu 1951 roku wyemigrował do Stanów Zjednoczonych, podejmując pracę w kilku fabrykach w stanie Illinois. W latach 1956–1959 odbył studia wieczorowe o profilu technicznym i otrzymał dyplom Industrial Engineer. Zmarł w 1978 roku w Morton Groves pod Chicago.

## Rodzina
Syn Stanisława Franciszka Olszanika, inżyniera górniczego w Ostrawie, oraz Heleny Olszanik z d. Kuchel. Brat Ireny Nowotny (żony Stanisława Nowotny). W 1928 roku wziął ślub z Marią Drzymuchowską.

## Ordery i odznaczenia
Za swą służbę został odznaczony:
- Polową Odznaką Pilota
- Krzyżem Niepodległości,
- Medalem Lotniczym – trzykrotnie,
- Brązowym Krzyżem Zasługi.